# André Allix
Pour les articles homonymes, voir Allix.
André Allix, né le 3 septembre 1889 à Gap (Hautes-Alpes), mort le 27 mai 1966 dans le 14e arrondissement de Paris, est un géographe français.
Il fut un élève de Raoul Blanchard, géographe et alpiniste français, fondateur de l'Institut de géographie alpine. André Allix devint Docteur ès lettres en 1929 avec une thèse qui restera un travail de référence sur l'Oisans.
Il fut professeur de géographie (1928-1944), recteur de l'université de Lyon (1944-1960) et directeur de la Revue de géographie de Lyon (actuellement GéoCarrefour). Il fut longtemps directeur de l'Institut des études rhodaniennes et membre actif de l'Union générale des Rhodaniens (UGR), association créée par Gustave Toursier.
Une résidence étudiante de grande taille, gérée par le CROUS de Lyon et située au sein du fort de Saint-Irénée, porte son nom.

## Biographie
André Allix naît à Gap, grandit à Grenoble puis à Paris, avant de revenir faire des études à Grenoble et son écrin de montagnes. Il s'engage dans la géographie moderne, qui est en plein développement, après avoir hésité à choisir la géographie alpine. Il est ainsi l'élève de Raoul Blanchard et apprend de lui « à faire parler le paysage, et, à défaut, et en vue de comprendre le paysage, faire parler la carte topographique ». Ses mémoires de diplôme d'études supérieures, sur le relief glaciaire dans le Vercors et sur le bassin de Vizille, montrent ses compétences de chercheur et sont publiés dans ce qui devient ensuite la Revue de géographie alpine.
André Allix est reçu à l'agrégation d'histoire en 1914. Il est mobilisé lors de la Grande Guerre dans le service auxiliaire. Réformé en 1916, il devient enseignant au lycée Ampère à Lyon.
En 1928, il remplace André Cholley à la faculté des lettres de Lyon et s'installe dans une chaire de géographie régionale créée pour lui par l'université. Il reprend également l'Institut des études rhodaniennes, que Cholley avait fondé en 1923, et la revue alors nommée Études rhodaniennes (qui deviendra Revue de géographie régionale en 1935 et s'augmentera du Bulletin de la Société de géographie de Lyon et de la région lyonnaise en 1942, puis Revue de géographie en 1948, Revue de géographie de Lyon en 1949, et enfin GéoCarrefour en 1997).
En 1944, André Allix devient recteur de l'université de Lyon, mais il reste lié aux recherches en géographie dans l'université.
André Allix, que de nombreux domaines culturels intéressait, a réalisé des études riches tant du point de vue de la géographie physique que de la géographie humaine.
Il prend sa retraite en 1960.

## Ouvrages

### Thèse de doctorat
- André Allix, L'Oisans - Étude géographique. Thèse principale pour le doctorat présentée à la Faculté des Lettres de l'Université de Grenoble, 1929 (910 pages)[4]
- André Allix, L'Oisans au moyen-âge, étude de géographie historique en haute montagne d'après des documents inédits suivie de la transcription des textes. Thèse complémentaire pour le doctorat présentée à la Faculté des lettres de l'université de Grenoble[8],[9].

### Livres (bibliographie partielle)
André Allix est l'auteur de nombreux ouvrages, parmi lesquels :
- André Allix, Géographie générale, classe de seconde (manuel scolaire), 1935.
- Charles Robert-Muller et André Allix, Les Colporteurs de l'Oisans, Grenoble, Presses universitaires de Grenoble, coll. « L'Empreinte du temps », 1979 (ISBN 2-7061-0166-0)
- André Allix et André Gibert, Géographie des textiles, Librairie de Médicis, 1956, 564 p.

### Articles (bibliographie partielle)
André Allix est l'auteur de nombreux articles, dont :
- Charles Robert-Muller, André Allix, « Un type d'émigration alpine : les colporteurs de l'Oisans », Revue de géographie alpine, tome 11, n°3, 1923. pp. 585-634 [lire en ligne (page consultée le 17 février 2017)].
- André Allix, « Les avalanches », Revue de géographie alpine, tome 13, n°2, 1925. pp. 359-423.
- André Allix, « L'habitat en Oisans », Revue de géographie alpine, tome 17, n°2, 1929. pp. 189-287 [lire en ligne (page consultée le 17 février 2017)].
- André Allix, « L'économie rurale en Oisans », Revue de géographie alpine, tome 17, n°3, 1929. pp. 467-610 [lire en ligne (page consultée le 17 février 2017)].
- André Allix, « Anciennes émigrations dauphinoises », Revue de géographie alpine, tome 20, n°1, 1932. pp. 119-126.
- André Allix, « L'esprit et les méthodes de la géographie », Les Études rhodaniennes, vol. 23, n°4, 1948. pp. 295-310.
- André Allix, « Réactions dans le solide et leurs effets sur la formation des montagnes », Revue de géographie de Lyon, vol. 29, n°3, 1954. pp. 221-226.
- André Allix, « Maurice Gignoux (1881-1955) », Revue de géographie de Lyon, vol. 31, n°1, 1956. pp. 71-75 [lire en ligne (page consultée le 17 février 2017)].
- André Allix, « Emmanuel de Martonne (1873-1955) », Revue de géographie de Lyon, vol. 31, n°1, 1956. pp. 75-78 [lire en ligne (page consultée le 17 février 2017)].
- André Allix, « Lucien Febvre (1878-1956) », Revue de géographie de Lyon, vol. 32, n°4, 1957. pp. 363-364 [lire en ligne (page consultée le 17 février 2017)].